# Dagou Willie Britto
Dagou Willie Anderson Britto (* 15. Dezember 1996 in Tapéguhé) ist ein ivorischer Fußballspieler.

## Karriere

### Verein
Britto begann das Fußballspielen in der Academie Symbiose Foot d’Abobo im Südosten seines Heimatlandes, bevor er zur ASI Abengourou und danach zum Erstligisten AS Tanda wechselte. Für den Verein spielte er zweimal in der CAF Champions League 2017, in der der Klub in der zweiten Runde der Qualifikation gegen  Étoile Sportive du Sahel aus Tunesien ausschied.
Zur Saison 2019/20 wurde er vom Schweizer Erstligisten FC Zürich verpflichtet. Sein Debüt in der Super League, der höchsten Schweizer Spielklasse, gab er am 21. Juli 2019 (1. Spieltag) beim 0:4 gegen den FC Lugano, als er in der Startelf stand. Bis Saisonende kam er für den FCZ zu 19 Einsätzen in der Liga, die man auf dem 7. Rang beendete, und zwei im Schweizer Cup.
In der Saison 2020/21 kam er in der Hinrunde aufgrund eines Muskelfaserriss nur zu einem Einsatz für den FCZ im Schweizer Cup. In der Rückrunde war er, um Spielpraxis zu sammeln, an den slowakischen Erstligisten FK Pohronie ausgeliehen. Sein Debüt in der Fortuna liga gab er am 6. Februar 2021 beim 3:1 gegen den FC Nitra, bei dem er zur Halbzeitpause erneut wegen einer Muskelverletzung ausgewechselt werden musste und bis Saisonende ausfiel.
Nachdem er zur Spielzeit 2021/22 nach Zürich zurückgekehrt war, verließ er den FCZ im August 2021 wieder.

### Nationalmannschaft
Britto absolvierte mehrere Spiele für ivorische Jugendnationalmannschaften, bevor er 2019 sein Debüt in der A-Nationalmannschaft gab, als er am 10. September beim 2:1 im Freundschaftsspiel gegen Tunesien in der 90+7. Minute für Seko Fofana in die Partie kam. Dies blieb bisher sein einziger Einsatz.